# Denkigai no Honya-san
Denkigai no Hon'ya-san (デンキ街の本屋さん) é uma série de mangá japonesa escrita e ilustrada por Asato Mizu. A história a fatia de vida de um grupo de personagens que trabalham da loja fictícia dōjin chamada Umanohone (うまのほね), a qual faz referência a Comic Toranoana.